# Hal Harris
Harold F. „Fuzzy“ Harris (* 27. September 1920 nahe Pike, Alabama; † 11. Januar 1992 in Jackson, Mississippi) war ein US-amerikanischer Rockabilly-Musiker und Gitarrist. Harris spielte zwischen 1956 und 1958 auf vielen verschiedenen Rockabilly-Aufnahmen der Starday Records mit und gilt somit als einer der bekanntesten Rockabilly-Gitarristen.

## Leben

### Kindheit und Jugend
Hal Harris wuchs in Alabama auf. Als Jugendlicher spielte er zusammen mit seinen beiden Brüdern Roy und Clyde in einer Stringband, wo er erste musikalische Erfahrungen sammelte. Anfang der 1940er-Jahre trat er in „Pappy“ Neal McCormicks Band aus Florida ein und zog kurz nach Ende des Zweiten Weltkrieges nach Los Angeles.

### Karriere
1946 machte Harris in L.A. als Mitglied von Curley Williams‘ Peach Pickers seine erste Schallplattenaufnahme für Columbia Records, zog aber kurz danach wieder zurück nach Alabama. Anfang der 1950er-Jahre lebte Harris in Jackson, Mississippi, und arbeitete im gesamten Bundesstaat als Disc Jockey. 1951 spielte er für Webb Pierces Pacemaker-Label seine erste eigene Single Poor Boy Rag ein. Nach einem weiteren Umzug nach Houston, Texas, begann Harris für den Sender KRCT zu arbeiten, wo er seinen Beinamen „Fuzzy“ erhielt. Zur selben Zeit gründete Pappy Daily Starday Records. In den nächsten Jahren entwickelte Harris aufgrund fehlender Musiker sich zu einem der gefragtesten Sessionmusiker für das Label und leitete die Hausband des Labels, die unter anderem auch aus Link Davis (Fiddle und Saxophon) Doc Lewis (Klavier) und Herb Remington (Steel Guitar) bestand. Harris‘ unverwechselbares Gitarrenspiel, das er mit Blues und Jazz anreicherte und somit eine chaotische Atmosphäre erzeugte, war auf vielen Aufnahmen zu hören: Joe Clay, George and Earl, Link Davis, Jimmy and Johnny, Glenn Barber, Sleepy LaBeef, George „Thumper“ Jones, Leon Payne, Benny Barnes, Ray Campi und J.P. Richardson sind einige der Künstler.
1957, am Ende einer George-Jones-Session, bekam Harris die Gelegenheit, für Starday selbst zwei Stücke einzuspielen, Jitterbop Baby und I Don’t Know When. Beide Rockabilly-Titel wurden von Starday jedoch nicht veröffentlicht. Bis Anfang der 1960er-Jahre fungierte Harris weiterhin als Sessionmusiker für Starday und dessen Sublabel Dixie Records sowie D Records, spielte selbst zwei Platten ein und managte Sleepy LaBeef für kurze Zeit.
In den 1960er-Jahren entwickelte sich die Musikszene in Houston jedoch zu Ungunsten Harris‘, das Gold Star Studio, in dem Harris gearbeitet hatte, wurde verkauft und sein Radiosender wechselte zum Pop. Harris zog 1963 zurück nach Jackson, Mississippi, heiratete erneut und arbeitete als Gospel-DJ. In den 1970er-Jahren erschienen drei Gospel-Alben unter seinem Namen.
Hal Harris verstarb 1992 im Alter von 71 Jahren.

## Diskografie
| 1951                    | I’ve Loved, I’ve Laughed, I’ve Cried / Poor Boy Rag | Pacemaker HB 1013 |
| 195?                    | Boy Crazy Jane /?                                   | Rainbow           |
| Unveröffentlichte Titel |                                                     |                   |
| 1957                    | - Jitterbop Baby - I Don’t Know When                | Starday           |